# Cores (Puenteceso)
Cores o San Martín de Cores (llamada oficialmente San Martiño de Cores) es una parroquia y un lugar español del municipio de Puenteceso, en la provincia de La Coruña, Galicia.

## Entidades de población
Entidades de población que forman parte de la parroquia:
- A Lamela
- A Ourada
- A Rocha
- Bardayo (Bardaio)
- Barreiros (Os Barreiros)
- Campara (A Campara)
- Castro (O Castro)
- Cores
- Figueiroa
- Limiñoa
- Miraflores
- Riotorto
- Santa Cruz
- Vilasuso (Viladesuso)

## Demografía

### Parroquia
| Gráfica de evolución demográfica de Cores (parroquia) entre 2000 y 2019 |
|                                                                         |
| Datos según el nomenclátor publicado por el INE.                        |

### Lugar
| Gráfica de evolución demográfica de Cores (lugar) entre 2000 y 2019 |
|                                                                     |
| Datos según el nomenclátor publicado por el INE.                    |